# Ben White (calciatore)
Benjamin William "Ben" White (Poole, 8 ottobre 1997) è un calciatore inglese, difensore dell'Arsenal. Con la nazionale inglese è stato vicecampione d'Europa nel 2021.

## Caratteristiche
È un difensore centrale dotato di una buona tecnica di base, può essere impiegato anche come terzino destro o centrocampista difensivo. Molto bravo nei tackle difensivi, viene paragonato ai connazionali John Stones e Rio Ferdinand.

## Carriera

### Club
Cresciuto nel settore giovanile del Southampton, nel 2016 è entrato nell'Academy del Brighton dopo essere rimasto svincolato. Dopo due anni trascorsi con le formazioni giovanili il 9 agosto 2016 ha esordito in prima squadra giocando da titolare l'incontro di Carabao Cup vinto 4-0 contro il Colchester Utd.
Il 1º agosto 2017 è stato ceduto in prestito annuale al Newport County, militante in Football League Two. Divenuto ben presto titolare inamovibile al centro della difesa, il 21 novembre ha trovato la prima rete in carriera, utile ad aprire le marcature dell'incontro perso 2-1 contro il Barnet. Rientrato alla base per fine prestito, è stato ceduto nuovamente in prestito al Peterborough Utd fino al termine della stagione.
Il 1º luglio 2019, dopo aver rinnovato il contratto con il Brighton di un ulteriore anno, è stato ceduto in prestito al Leeds Utd fino al termine della stagione. Impostosi da subito come titolare, ha chiuso la stagione vincendo il campionato e giocando tutti e 46 gli incontri senza saltare un minuto, ottenendo anche la nomina all'interno della squadra dell'anno.
Confermato nella rosa del Brighton per la stagione 2020-2021, ha rinnovato il proprio contratto per quattro stagioni ed il 14 settembre ha debuttato in Premier League in occasione dell'incontro perso 3-1 contro il Chelsea.
Il 30 luglio 2021 viene acquistato dall'Arsenal per 58 milioni di euro. Fa il suo debutto con la nuova maglia il 13 agosto successivo, nella sconfitta per 2-0 contro il Brentford. Segna la sua prima rete con i Gunners il 4 marzo 2023 nella vittoria per 3-2 contro il Bournemouth. Il 23 aprile 2024, realizza la sua prima doppietta in carriera nella vittoria nel Derby di Londra contro il Chelsea per 5-0.

### Nazionale
Il 25 maggio 2021 riceve la prima convocazione dalla nazionale inglese venendo inserito nei pre-convocati per gli europei dal CT dei britannici Gareth Southgate. Nonostante non sia stato confermato nella lista dei 26 finali, il 2 giugno debutta con l'Inghilterra nell'amichevole vinta 1-0 contro l'Austria. Cinque giorni dopo viene reinserito in lista per sostituire l'infortunato Trent Alexander-Arnold. Nel marzo 2024, rifiuta la convocazione della nazionale inglese viste le poche presenze ed il limitato minutaggio ottenuto fino a quel momento.

## Statistiche

### Presenze e reti nei club
Statistiche aggiornate al 23 luglio 2025.
| Stagione        | Squadra          | Campionato      | Campionato | Campionato | Coppe nazionali | Coppe nazionali | Coppe nazionali | Coppe continentali | Coppe continentali | Coppe continentali | Altre coppe | Altre coppe | Altre coppe | Totale | Totale |
| Stagione        | Squadra          | Comp            | Pres       | Reti       | Comp            | Pres            | Reti            | Comp               | Pres               | Reti               | Comp        | Pres        | Reti        | Pres   | Reti   |
| --------------- | ---------------- | --------------- | ---------- | ---------- | --------------- | --------------- | --------------- | ------------------ | ------------------ | ------------------ | ----------- | ----------- | ----------- | ------ | ------ |
| 2016-2017       | Brighton         | FLC             | 0          | 0          | FACup+CdL       | 0+2             | 0               | -                  | -                  | -                  | -           | -           | -           | 2      | 0      |
| 2017-2018       | Newport County   | FL2             | 42         | 1          | FACup+CdL       | 5+2             | 0               | -                  | -                  | -                  | FLT         | 2           | 0           | 51     | 1      |
| 2018-2019       | Peterborough Utd | FL1             | 15         | 1          | FACup+CdL       | 1+0             | 0               | -                  | -                  | -                  | FLT         | 0           | 0           | 16     | 1      |
| 2019-2020       | Leeds Utd        | FLC             | 46         | 1          | FACup+CdL       | 1+2             | 0               | -                  | -                  | -                  | -           | -           | -           | 49     | 1      |
| 2020-2021       | Brighton         | PL              | 36         | 0          | FACup+CdL       | 2+1             | 0               | -                  | -                  | -                  | -           | -           | -           | 39     | 0      |
| Totale Brighton | Totale Brighton  | Totale Brighton | 36         | 0          |                 | 5               | 0               |                    | -                  | -                  |             | -           | -           | 41     | 0      |
| 2021-2022       | Arsenal          | PL              | 32         | 0          | FACup+CdL       | 1+4             | 0               | -                  | -                  | -                  | -           | -           | -           | 37     | 0      |
| 2022-2023       | Arsenal          | PL              | 38         | 2          | FACup+CdL       | 1+0             | 0               | UEL                | 7                  | 0                  | -           | -           | -           | 46     | 2      |
| 2023-2024       | Arsenal          | PL              | 37         | 4          | FACup+CdL       | 1+2             | 0               | UCL                | 10                 | 0                  | CS          | 1           | 0           | 51     | 4      |
| 2024-2025       | Arsenal          | PL              | 17         | 0          | FACup+CdL       | 0               | 0               | UCL                | 9                  | 0                  | -           | -           | -           | 26     | 0      |
| 2025-2026       | Arsenal          | PL              | 0          | 0          | FACup+CdL       | 0+0             | 0               | UCL                | 0                  | 0                  | -           | -           | -           | 0      | 0      |
| Totale Arsenal  | Totale Arsenal   | Totale Arsenal  | 124        | 6          |                 | 8               | 0               |                    | 26                 | 0                  |             | 1           | 0           | 159    | 6      |
| Totale carriera | Totale carriera  | Totale carriera | 263        | 9          |                 | 25              | 0               |                    | 26                 | 0                  |             | 3           | 0           | 317    | 9      |

### Presenze e reti in nazionale
| Cronologia completa delle presenze e delle reti in nazionale ― Inghilterra | Cronologia completa delle presenze e delle reti in nazionale ― Inghilterra | Cronologia completa delle presenze e delle reti in nazionale ― Inghilterra | Cronologia completa delle presenze e delle reti in nazionale ― Inghilterra | Cronologia completa delle presenze e delle reti in nazionale ― Inghilterra | Cronologia completa delle presenze e delle reti in nazionale ― Inghilterra | Cronologia completa delle presenze e delle reti in nazionale ― Inghilterra | Cronologia completa delle presenze e delle reti in nazionale ― Inghilterra |
| Data                                                                       | Città                                                                      | In casa                                                                    | Risultato                                                                  | Ospiti                                                                     | Competizione                                                               | Reti                                                                       | Note                                                                       |
| -------------------------------------------------------------------------- | -------------------------------------------------------------------------- | -------------------------------------------------------------------------- | -------------------------------------------------------------------------- | -------------------------------------------------------------------------- | -------------------------------------------------------------------------- | -------------------------------------------------------------------------- | -------------------------------------------------------------------------- |
| 2-6-2021                                                                   | Middlesbrough                                                              | Inghilterra                                                                | 1 – 0                                                                      | Austria                                                                    | Amichevole                                                                 | -                                                                          | 71’                                                                        |
| 6-6-2021                                                                   | Middlesbrough                                                              | Inghilterra                                                                | 1 – 0                                                                      | Romania                                                                    | Amichevole                                                                 | -                                                                          |                                                                            |
| 26-3-2022                                                                  | Londra                                                                     | Inghilterra                                                                | 2 – 1                                                                      | Svizzera                                                                   | Amichevole                                                                 | -                                                                          |                                                                            |
| 29-3-2022                                                                  | Londra                                                                     | Inghilterra                                                                | 3 – 0                                                                      | Costa d'Avorio                                                             | Amichevole                                                                 | -                                                                          | 46’                                                                        |
| Totale                                                                     |                                                                            | Presenze                                                                   | 4                                                                          |                                                                            | Reti                                                                       | 0                                                                          |                                                                            |

## Palmarès
- Campionato inglese di seconda divisione: 1 
Leeds United: 2019-2020
- Community Shield: 1 
Arsenal: 2023